# Natasha Watcham-Roy
Pour les articles homonymes, voir Watcham et Roy.
Natasha Watcham-Roy est une joueuse canadienne de rugby à sept née le 28 avril 1992 à Ottawa. Elle a remporté avec l'équipe du Canada la médaille de bronze du tournoi féminin des Jeux olympiques d'été de 2016 à Rio de Janeiro.